# Melipotis sinualis
Melipotis sinualis là một loài bướm đêm trong họ Erebidae.